# 张作相
張作相（1881年3月8日—1949年5月7日），字輔臣（又作輔忱）。原籍直隶省深州花盆镇（今属河北省衡水市深州市），生于盛京将軍轄区錦州府義州南杂木村（今凌海市班吉塔镇杂木林子村）。中华民国军事将领。為有「吉林抗日第一人」之稱的馮占海之姨夫。

## 生平

### 早年事迹
光緒七年农历二月初九（1881年3月8日），他出生在盛京将軍轄区錦州府義州南杂木村（杂木林子）一个贫苦的农民家庭。少年時，他曾入私塾学习3年。他和張作霖同姓，遂结義為兄弟，投身綠林。他们募集兵馬，共同组织「保险队」，向商旅收取保護費。
1902年他们受清朝政府招安，他任奉天巡防营哨官（排長）。1907年，他因讨伐馬賊有功，升任管带（營長）。翌年，他又升任騎兵第三营統带（團長）。此后，他成为東三省总督徐世昌創設的奉天講武堂第一期学生。
中華民国成立后，1912年（民国元年）他任張作霖的第二十七師砲兵团長、騎兵团長。1917年8月，他升任第二十七師第五十四旅旅長。同年，張作相和孫烈臣镇压了宗社党清朝复辟起义。他还阻止了馮德麟、湯玉麟的反張作霖陰謀。

### 奉天派要人
1918年9月，張作霖升任東三省巡阅使，張作相任奉天講武堂堂長兼奉天衛隊旅（東三省巡閱使署衛隊旅）旅長。:106－1071919年8月，任第二十七師師長。:1061920年秋，升任駐关内奉軍总司令。於任内提拔自己在東北講武堂培养起来的張学良。
1922年4月，第一次直奉战争爆发，張作相任東路軍第一梯团司令。此后，领导西路的張景惠被直系大敗，張作相遂率東路軍支援西路軍。回到東三省后，張作相任東三省保安总司令部总参議兼第二十七師師長，主导奉軍的整備，为报复直系做准备。
1924年4月，接替刚病逝的孫烈臣任吉林督軍兼省長。同年9月，第二次直奉战争爆发，張作相任鎮威軍第四軍軍長，率部参战，击败了直军。1925年12月郭松齡叛乱被鎮压后，吴俊陞、楊宇霆主张对参加叛乱的士卒实行严惩，張作相與韓麟春则主张寛大处理。结果，張作霖听从了後者的意见。1927年6月，任安国軍第五方面軍軍团長、9月兼東省铁路護路軍总司令，守备東北後方。

### 吉林省政

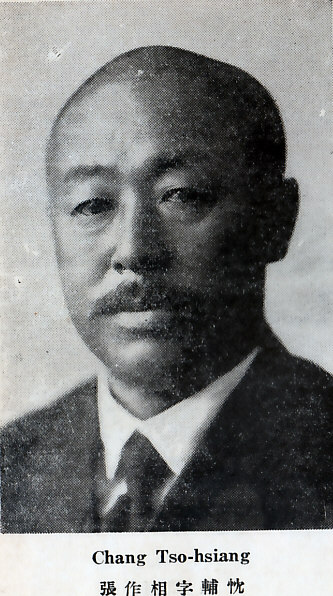
張作相

1928年6月4日皇姑屯事件後，張作相拥立張作霖之子張学良繼位，張學良宣佈东北易幟，名義上歸順國民政府。易幟后的同年12月31日，張作相任東北边防軍副司令長官兼吉林省政府主席。在任内，建设吉海铁路，创办吉林省立大学，为人民修建了自来水厂等民生设施。1931年9月九一八事变後辞職。1933年，寓居天津英租界。
此後，日本方面曾经笼络張作相出任「满洲国」要職，但都被張作相拒绝。第二次国共内战中的1948年10月，蒋介石建议張作相逃往江寧，但未听从。同年11月，中国人民解放军攻克錦州，張作相落入解放軍之手，但中国共产党將他释放，并派汽车将他礼送到天津。此後，蒋介石曾邀请他担任总统府国策顧問，但被拒绝。
1949年5月7日，張作相因心脏病发作，在天津家中病逝。享年69岁。張作相安葬在北京东北义园。